# 貝爾維迪爾鎮區 (伊利諾伊州布恩縣)
貝爾迪維爾鎮區（英語：Belvidere Township）是位於美國伊利諾伊州布恩縣的一個行政鎮區。

## 地方資料
根據2010年美國人口普查的數據，貝爾迪維爾鎮區的面積為94.60平方千米，當中陸地面積為93.40平方千米，而水域面積為1.20平方千米。當地共有人口29669人，而人口密度為每平方千米313.63人。